# Centaurea gadorensis
Centaurea gadorensis là một loài thực vật có hoa trong họ Cúc. Loài này được Blanca mô tả khoa học đầu tiên năm 1985.